# Стара река (приток на Стряма)
Вижте пояснителната страница за други значения на Стара река.
Стара река е река в Южна България – Област Пловдив, община Карлово, ляв приток на Стряма. Дължината ѝ е 20 km.
Стара река води началото си под името Голямата река от 1942 м н.в., от северното подножие на рида Равнец в Калоферска планина на Стара планина. В началото тече на север, след това на запад и югозапад, а след като в нея се влива десният ѝ проток Малката река – на юг, в дълбока долина с голям наклон. Преди град Карлово образува красив водопад, наричан Карловски водопад или Сучурум, излиза от планината, като образува наносен конус, преминава през града, пресича от север на юг Карловското поле и се влива отляво в река Стряма на 301 м н.в., на 2,3 км северозападно от град Баня.
Основни притоци: → ляв приток, ← десен приток
- ← Курнадереси
- ← Малката река
- → Голяма Николичница
- ← Суловрач

Реката е със снежно-дъждовно подхранване, като максимумът е през март-юни в резултат от снеготопенето, а минимумът – юли – октомври.
Единственото селище разположено по течението на реката е град Карлово.
В Карловското поле водите на реката се използват за напояване.

## Топографска карта
- Лист от карта K-35-38. Мащаб: 1 : 100 000.
- Лист от карта K-35-50. Мащаб: 1 : 100 000.